# Życie wymaga odwagi
Życie wymaga odwagi (kaz. Azghyin ushtykzyn'azaby) – kazachski dramat filmowy z 1993 roku w reżyserii Jermeka Szynarbajewa. Obraz został nagrodzony Złotym Lampartem na MFF w Locarno.